# Monokel-Korallenwächter
Der Monokel-Korallenwächter oder Augenbogen-Büschelbarsch (Paracirrhites arcatus) ist ein tropischer Fisch der Familie der Büschelbarsche (Cirrhitidae) und gehört somit zu den Barschverwandten (Percomorphaceae).

## Merkmale
Man kann Monokel-Korallenwächter immer an dem typischen, zweifarbigen Bogen hinter dem Auge erkennen. Meist hat er auch einen weißen Streifen oben in der hinteren Körperhälfte. Seine Grundfarbe ist rotbraun, oliv oder weiß. Die Fische werden 14 bis 20 cm lang.

## Vorkommen
Monokel-Korallenwächter kommen im tropischen Indopazifik, von Ostafrika bis nach Japan, Hawaii und Neukaledonien vor.

## Lebensweise
Monokel-Korallenwächter verweilen auf ihren verdickten Brustflossenstrahlen auf den äußeren Enden von Steinkorallen der Gattungen Acropora, Pocillopora und Stylophora, wo sie auf ihre aus kleinen Fischen und Krustentieren bestehende Beute warten.